# Резван Оайде
Резван Константін Оайде (рум. Răzvan Constantin Oaidă, нар. 2 березня 1998, Петрошань, Румунія) — румунський футболіст, півзахисник клубу «Стяуа».

## Ігрова кар'єра

### Клубна
резван Оайде проходив стажування в молодіжних командах англійського клубу «Вулвергемптон Вондерерз» та італійської «Брешії». Але у 2017 році повернувся до Румунії, де приєднався до місцевого клубу «Ботошані».
У липні 2019 року Оайде перейшов до столичного «Стяуа». З цим клубом Оайде у 2020 році тріумфував у національному Кубку. та дебютував на міжнародному рівні у єврокубках.

### Збірна
З 2014 року Резван Оайде виступав у складі юнацьких та молодіжної збірної Румунії.

## Титули
Стяуа
 Переможець Кубка Румунії: 2019/20
- Фіналіст Суперкубка Румунії: 2020